# Verdanus limbatellus
Verdanus limbatellus är en insektsart som först beskrevs av Zetterstedt 1828.  Verdanus limbatellus ingår i släktet Verdanus, och familjen dvärgstritar. Arten är reproducerande i Sverige.